# Uxbridge (métro de Londres)
Uxbridge est une station terminus de la Metropolitan line et de la Piccadilly line du métro de Londres, en zone 6. Elle est située à Uxbridge, dans le Borough londonien de Hillingdon.

## Situation sur le réseau
Terminus de la branche Uxbridge de la Metropolitan line.

## Histoire

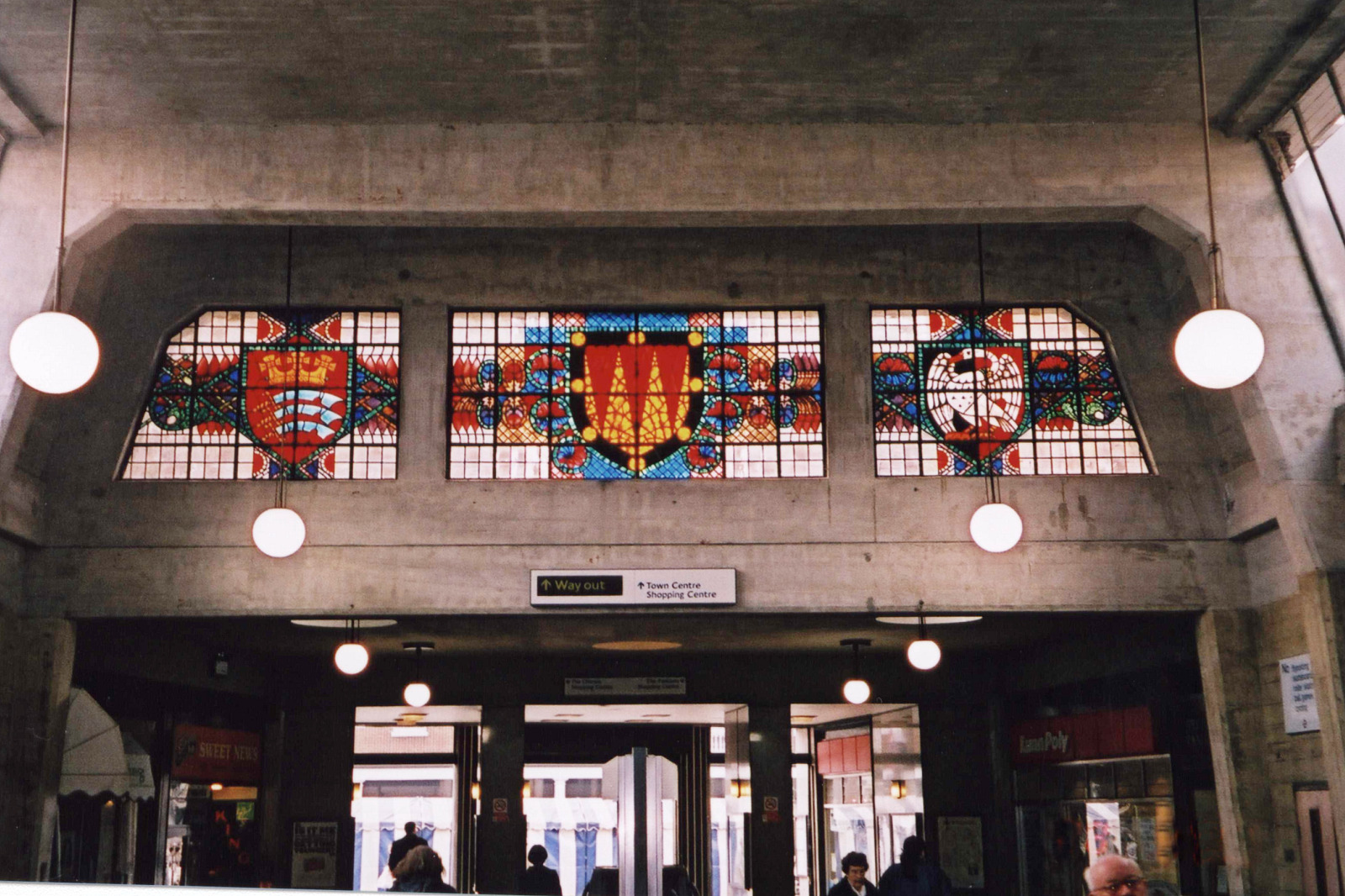
Le vitrail de la station.

La station est mise en service en octobre 1933. Elle est reconstruite dans sa forme actuelle dans les années 1930. Une curiosité de cette période est la présence d'un vitrail à la sortie. Conçu par un architecte hongrois, Ervin Bossányi (en), il montre les armoiries des comtés de Middlesex et de Buckinghamshire accompagnées par un troisième blason, probablement celui de la famille Basset, qui était un des propriétaires principales dans la ville.

## À proximité
- Uxbridge (Royaume-Uni)